# تربية الدواجن
تربية الدواجن هو تربية الطيور الداجنة مثل الدجاج، الديك الرومي، البط، الإوز من أجل إنتاج اللحم والبيض كغذاء وإنتاج الريش لأغراض صناعية وتجارية. تربى الدواجن بأعداد كبيرة ويأخذ الدجاج القسم الأكبر . تربى أكثر من 50 بليون دجاجة سنوياً كمصدر للغذاء، سواء للبيض أو اللحم.
الدجاج الذي يربى لإنتاج البيض يسمى دجاج بيّاض والذي يربى للحم يسمى فروج اللحم. في الولايات المتحدة الأمريكية، المنظمة الوطنية المشرفة على إنتاج الدواجن من خلال إدارة الغذاء والدواء. في المملكة المتحدة، المنظمة الوطنية المشرفة هي دائرة الشؤون البيئية في الغذاء والريف (Defra).

## تربية الدواجن المكثفة
وفقاً لمؤسسة وردوتش (Worldwatch Institute)،%74 من لحم الدواجن، و 68% من البيض تنتج بطرق توصف بأنها مكثفة. أحد البدائل للتربية المكثفة هو التربية المفتوحة وفيها كثافة أقل من الحيوانات. تُستخدم الأدوية المعتمدة وطنياً بشكل روتيني، مثل المضادات الحيوية، وذلك بوضعها في الطعام أو ماء الشرب، لمعالجة الأمراض أو للوقاية من انتشارها. بعض الأدوية المعتمدة من قبل الإدارة الأمريكية للغذاء والدواء تم الموافقة على استخدامها لتحسين منفعة الغذاء.

## مشاكل تربية الدواجن

### المعاملة الإنسانية

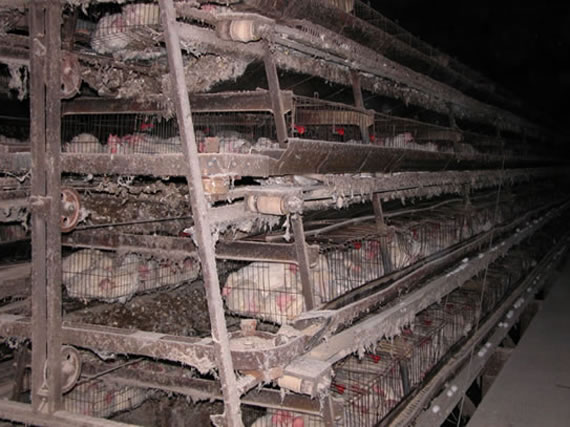
أقفاص التربية

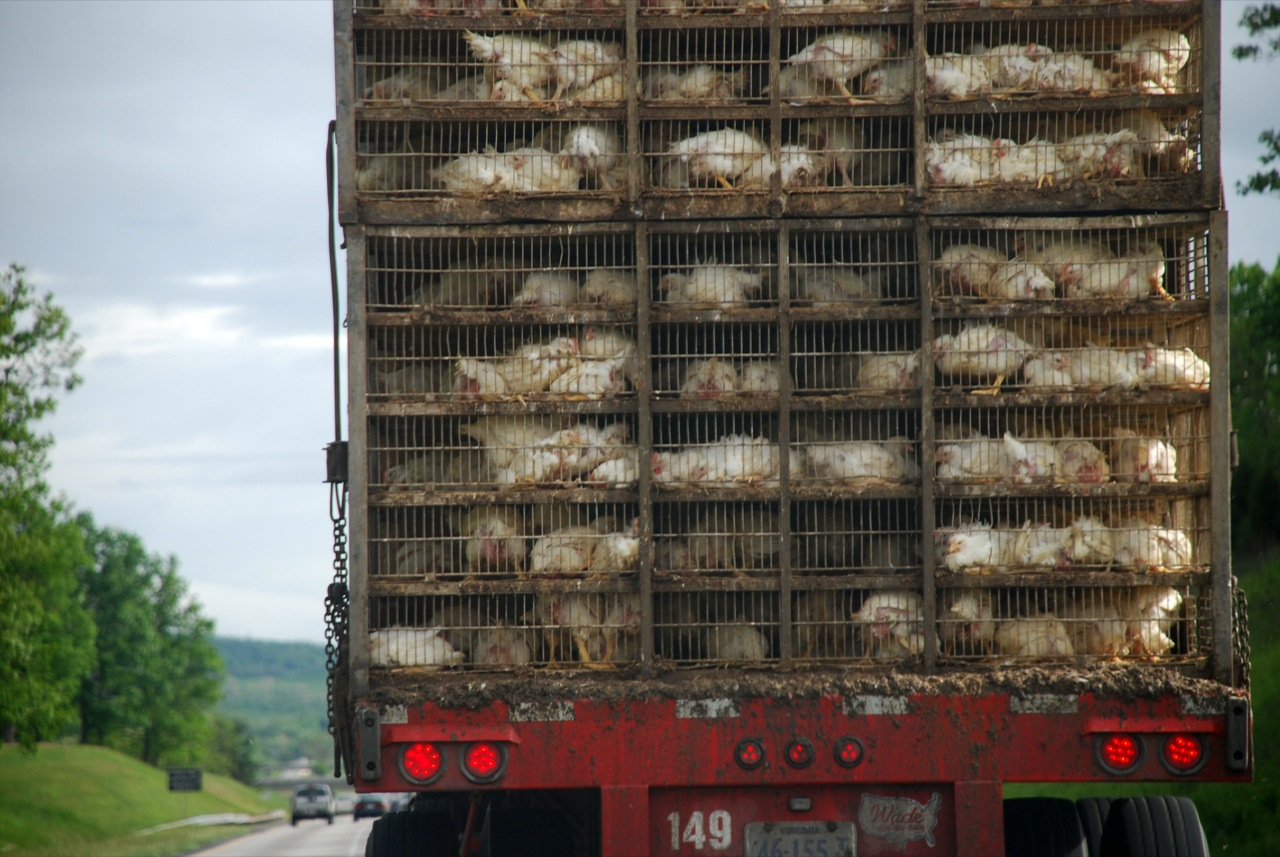
الدجاج يُنقل في شاحنات.

تنتقد جماعات رعاية الحيوان بشكل مستمر طرق تربية الدواجن وذلك بسبب الممارسات التي يعتقدون أنها غير إنسانية. تدافع معظم منظمات حقوق الحيوان عن قضية قتل الدجاج من أجل الطعام، وظروف التربية المكثفة التي تعيش فيها الدواجن، إضافة إلى طرق النقل والذبح ومن هذه الجماعات: مجموعة شفقة في القتل (الرحمة على القتل) ومجموعات أخرى يقودون تحقيقات سرية بشكل مستمر في مزارع الدجاج والمذابح حيث يعتقدون أن جرائم وحشية تمارس هناك.
الأحوال في مزارع الدواجن ربما تكون غير صحية، مما يسمح بانتشار الأمراض مثل سلمونيلا وإشريكية قولونية وعطيفة. يمكن تربية الدجاج بشدة ضوئية ضعيفة، وفي بعض الأحيان ظلام دامس، وذلك لتقليل النقر المؤذي.

## التعداد العالمي من الدجاج
قدّرت منظمة الفاو في عام 2002 أنه يوجد 16 مليار دجاجة تقريبًا حول العالم، أو بتعداد كلي 15,853,900,000.
الأعداد من الأطلس العالمي للصحة والإنتاج الحيواني في عام 2004 كانت كالتالي:
1. الصين (3,860,000,000)
2. الولايات المتحدة الأمريكية (1,970,000,000)
3. أندونيسيا (1,200,000,000)
4. البرازيل (1,100,000,000)
5. باكستان (691,948,000)
6. الهند (648,830,000)[69]
7. المكسيك (540,000,000)
8. روسيا (340,000,000)
9. اليابان (286,000,000)
10. إيران (280,000,000)
11. تركيا (250,000,000)
12. بنغلاديش (172,630,000)
13. نيجيريا (143,500,000)

قُدّر في 2009 العدد السنوي من الدجاج ب50 بليون، وبزيادة 6 بليون في الاتحاد الأوروبي، و 9 بليون في الولايات المتحدة الأمريكية وأكثر من 7 بليون في الصين.